# Raymundo Fulgencio
Raymundo Fulgencio  (Veracruz, 12 de febrero de 2000) es un futbolista mexicano que juega como delantero en el FC Juárez de la Primera División de México. Es hijo del exfutbolista Filiberto Fulgencio.

## Trayectoria

### Club Deportivo Veracruz

#### Fuerzas básicas
Raymundo fue parte de los equipos sub-13, sub-15, sub-17 y sub-20 del Club Deportivo Veracruz. Fulgencio llegó al primer equipo de «los escualos» con un total de 136 partidos disputados y un total de 19 goles anotados. 

#### Llegada al primer equipo
A solicitud del cuerpo técnico encabezaba por Enrique Meza, Raymundo Fulgencio junto a un grupo de jóvenes previamente observados, realizó el viaje al Estado de México para continuar con su proceso de adaptación e inclusión con el cuadro que participaba en la Liga MX y así luchar por poder ser contemplados en el Apertura 2019 para ayudar con los minutos de menor.

#### Debut en liga
Ray debutó el día 30 de agosto de 2019 ante los Monarcas Morelia entrando de cambio al minuto 83' por Cristian Menéndez. Previamente había debutado en la Copa MX el 25 de julio de 2018 ante los Dorados de Sinaloa.
Comentó lo que siguiente a los medios de comunicación posteriormente a su debut:

“La verdad es que soy el niño más feliz del mundo en este momento, venía peleando por esto desde que debuté en copa y gracias a Dios se me dio”

#### Desafiliación del Veracruz
El 4 de diciembre de 2019 el Club Deportivo Tiburones Rojos de Veracruz fue desafiliado por unanimidad de la FEMEXFUT, después de problemas económicos entre los que se presentaban adeudos con jugadores y equipos. Álvaro Ortiz, presidente de la Asociación Mexicana de Futbolistas, emitió que los jugadores pertenecientes a los planteles tanto del primer equipo, en el que se encontraba Raymundo Fulgencio, como de categorías inferiores y del sector femenil fueron liberados, por lo que podían negociar con quien ellos creyeran más conveniente con base en sus intereses.

### Tigres de la UANL
Después de la desafiliación del Veracruz y ser pretendido por el León, el América y el Santos Laguna  se oficializó el 17 de diciembre de 2019 la incorporación de Raymundo Fulgencio a los Tigres de la UANL.
Debutó como titular con «los felinos» el 8 de febrero de 2020 en la victoria 3-0 ante el Guadalajara. Luego de su debut usuarios de redes sociales destacaron su rendimiento, entre ellos se encontró André-Pierre Gignac, figura de los Tigres de la UANL, que felicitó a Raymundo por su debut y buen accionar en el partido.

## Palmarés

### Títulos nacionales
| Título               | Club        | País   | Año  |
| -------------------- | ----------- | ------ | ---- |
| Liga MX              | Tigres UANL | México | 2023 |
| Campeón de Campeones | Tigres UANL | México | 2023 |

### Títulos internacionales
| Título                           | Club        | Sede    | Año  |
| -------------------------------- | ----------- | ------- | ---- |
| Liga de Campeones de la Concacaf | Tigres UANL | Orlando | 2020 |